# Rakitnica (Neretva)
Die Rakitnica (serbisch-kyrillisch Ракитница) ist ein Fluss im Zentrum von Bosnien und Herzegowina südlich von Sarajevo. Sie entspringt im Nordwesten des Treskavica-Gebirges oberhalb des Dorfes Rakitnica in der Gemeinde Trnovo. Hinter dem Dorf Šabići beginnt ein etwa 24 Kilometer langer und bis zu 800 Meter tiefer Canyon, der verkehrstechnisch nicht erschlossen und insbesondere bei Wanderern und Kletterern beliebt ist. Er zählt zu den tiefsten Schluchten des Dinarischen Gebirges.
Der tiefe Rakitnica-Canyon trennt die Bergmassive von Bjelašnica im Norden und Visočica im Süden voneinander. Von den Abhängen der Schlucht stürzen mehrere kleine Wasserfälle hinab. Größere Zuflüsse gibt es jedoch nicht; der Hauptanteil des zuströmenden Wassers stammt aus kleinen Karstquellen am Abhang des Canyons.
Am nördlichen Rand des Canyons befinden sich unter anderem das von Ökotouristen und Tagesausflüglern frequentierte Bergdorf Lukomir und die unter Schutz gestellten Stećci von Blace sowie der kleine Bergsee Blatačko jezero.
Die Rakitnica verläuft meist in westliche bis südwestliche Richtung. Etwa sieben Kilometer vor der Mündung in die Neretva wendet sie sich nach Süden und umfließt so den 884 m hohen Felssporn Oštro. Nördlich von Glavatičevo mündet sie in die Neretva.
Mehrere Organisationen, u. a. in Konjic und Sarajevo, setzen sich für den Erhalt der Ursprünglichkeit des Rakitnica-Canyons und seinen Schutz gegen den Bau von Staudämmen, Straßen und anderen Infrastrukturprojekten ein.
Abgesehen vom linken (südlichen) Flussufer im unmittelbaren Mündungsbereich der Rakitnica in die Neretva besteht im Canyon keine Minengefahr.